# Candace Bailey

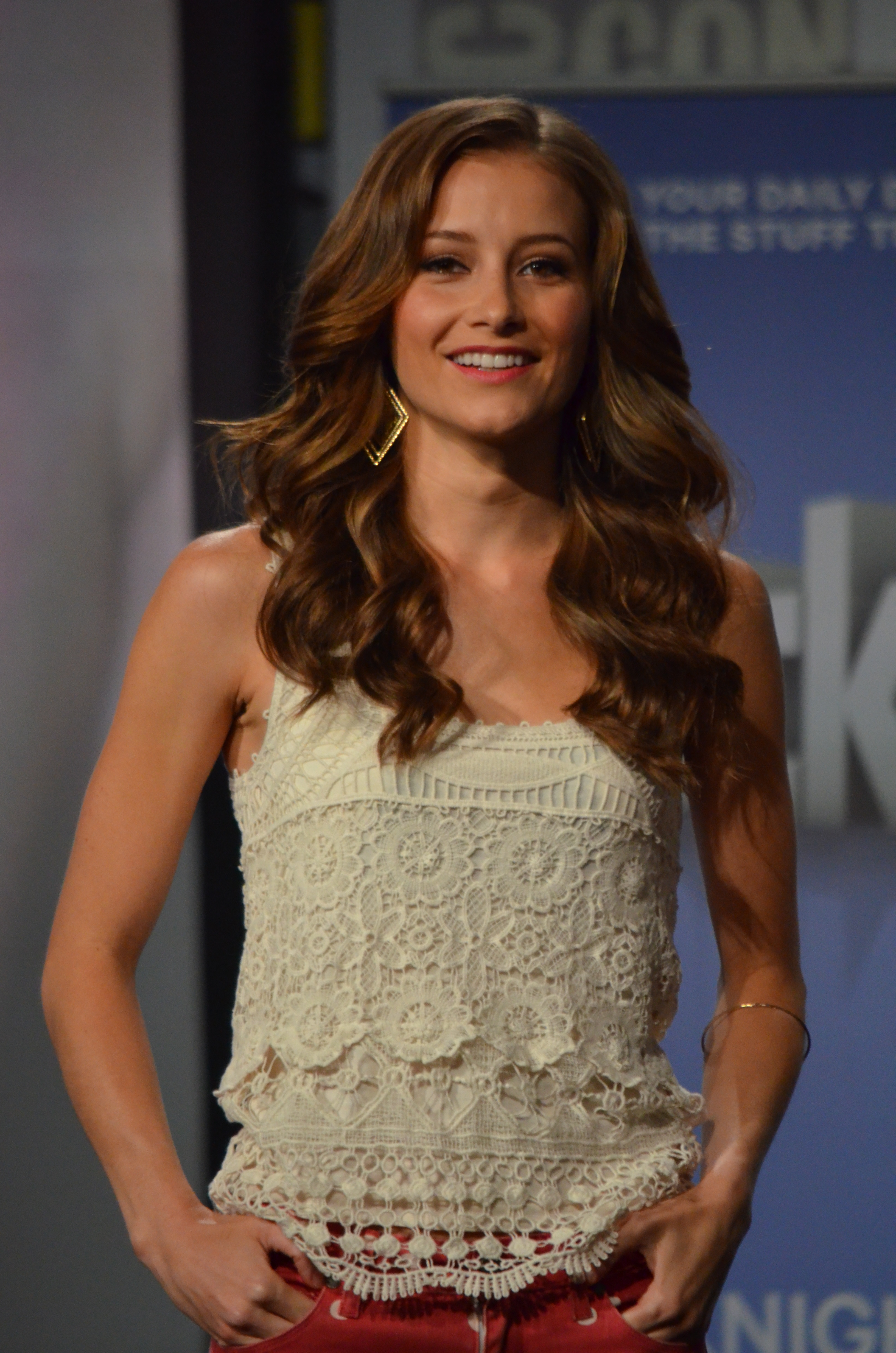
Candace Bailey bei der Comic-Con (2012)

Candace Bailey (* 20. Mai 1982 in Birmingham, Alabama) ist eine US-amerikanische Schauspielerin. Ihren ersten Auftritt hatte sie in der Fernsehserie Die Sopranos als Deena Hauser. Außerdem spielte sie in der apokalyptischen CBS-Fernsehserie Jericho – Der Anschlag die Rolle der Skylar Stevens.

## Filmografie (Auswahl)
- 1999: Die Sopranos (Fernsehserie, 1 Folge)
- 2003: Slimetime Live (Fernsehshow)
- 2005: Taylor Made (Fernsehfilm)
- 2006–2008: Jericho – Der Anschlag (Fernsehserie, 16 Folgen)
- 2006–2008: Robot Chicken (Fernsehserie, 6 Folgen)
- 2010: Ghost Whisperer – Stimmen aus dem Jenseits (Fernsehserie, 1 Folge)
- 2013: NTSF:SD:SUV:: (Fernsehserie, 1 Folge)
- 2013: Anger Management (Fernsehserie, 1 Folge)